# Atlanta Black Pride
La Atlanta Black Pride, fondée en 1996, est l'un des deux événements majeurs de la communauté LGBT afro-américaine. Elle se déroule chaque année à Atlanta entre la fin du mois d'août et le début de septembre lors de la semaine de fête du Travail. Il s'agit du plus grand festival de la LGBT noir du pays avec environ 100 000 personnes par an. 
L'événement contribue économiquement, en rapportant plus de 65 millions de dollars à l'économie d'Atlanta,. 
La ville d'Atlanta est largement connue comme la « Black Gay Mecca » en français : « La Mecque gay noire » en raison de sa communauté LGBT noire, de sa réputation progressiste et de sa vie nocturne urbaine LGBT. Atlanta possède également l'une des plus grandes populations de couples noirs de même sexe dans le pays.

## Winter Pride
Lors du weekend du Martin Luther King Day de janvier, est organisée Winter Pride, composée de plusieurs événements ciblant spécialement les personnes LGBT noirs. 
La veuve de Martin Luther King, Coretta Scott King, soutient activement la communauté gay noire. En 1998, elle déclaré publiquement lors de la réception du 25e anniversaire de Lambda Legal (en) qu'elle pensait que son défunt mari aurait également soutenu les droits LGBT.